# NFL 1978
Die NFL-Saison 1978 war die 59. Saison im American Football in der National Football League (NFL). Die Regular Season begann am 2. September 1978 und endete am 18. Dezember 1978. Die Saison endete mit dem Pro Bowl am 29. Januar im Los Angeles Memorial Coliseum in Los Angeles, Kalifornien.
Die Regular Season wurde auf 16 Spiele erweitert, in den Play-offs wurde die Anzahl der teilnehmenden Mannschaften von acht auf zehn erweitert. Aus jeder Conference (AFC und NFC) wurde eine Mannschaft mehr durch Wildcards ermittelt.
Durch Regeländerungen wurde insbesondere das Passspiel vereinfacht und weitere Verletzungsrisiken ausgeschlossen.

## NFL Draft
Der NFL Draft 1978 fand vom 2. bis 3. Mai im Roosevelt Hotel in New York City statt. Der Draft lief über zwölf Runden, in denen 334 Spieler ausgewählt wurden. Aufgrund ihrer 2:12-Bilanz aus dem Vorjahr, hatten die Tampa Bay Buccaneers das Recht, den Erstrunden-Pick des Draftes auszuwählen. Allerdings gaben sie das Recht an die Houston Oilers ab, die damit den Runningback und Gewinner der Heisman Trophy Earl Campbell von der University of Texas at Austin an erster Stelle auswählten.

## Regular Season
| AFC East             | AFC East | AFC East | AFC East | AFC East | AFC East | AFC East | AFC East | AFC East |
| Team                 | S        | N        | U        | SQ       | P+       | P−       | DIV      | CONF     |
| -------------------- | -------- | -------- | -------- | -------- | -------- | -------- | -------- | -------- |
| New England Patriots | 11       | 5        | 0        | 0,688    | 358      | 286      | 6–2      | 9–3      |
| Miami Dolphins       | 11       | 5        | 0        | 0,688    | 372      | 254      | 5–3      | 8–4      |
| New York Jets        | 8        | 8        | 0        | 0,500    | 359      | 364      | 6–2      | 7–5      |
| Buffalo Bills        | 5        | 11       | 0        | 0,313    | 302      | 354      | 2–6      | 4–10     |
| Baltimore Colts      | 5        | 11       | 0        | 0,313    | 239      | 421      | 1–7      | 3–9      |

| NFC East            | NFC East | NFC East | NFC East | NFC East | NFC East | NFC East | NFC East | NFC East |
| Team                | S        | N        | U        | SQ       | P+       | P−       | DIV      | CONF     |
| ------------------- | -------- | -------- | -------- | -------- | -------- | -------- | -------- | -------- |
| Dallas Cowboys      | 12       | 4        | 0        | 0,750    | 384      | 208      | 7–1      | 9–3      |
| Philadelphia Eagles | 9        | 7        | 0        | 0,563    | 270      | 250      | 4–4      | 6–6      |
| Washington Redskins | 8        | 8        | 0        | 0,500    | 273      | 283      | 4–4      | 6–6      |
| St. Louis Cardinals | 6        | 10       | 0        | 0,375    | 248      | 296      | 3–5      | 6–6      |
| New York Giants     | 6        | 10       | 0        | 0,375    | 264      | 298      | 2–6      | 5–9      |

| AFC Central         | AFC Central | AFC Central | AFC Central | AFC Central | AFC Central | AFC Central | AFC Central | AFC Central |
| Team                | S           | N           | U           | SQ          | P+          | P−          | DIV         | CONF        |
| ------------------- | ----------- | ----------- | ----------- | ----------- | ----------- | ----------- | ----------- | ----------- |
| Pittsburgh Steelers | 14          | 2           | 0           | 0,875       | 356         | 195         | 5–1         | 11–1        |
| Houston Oilers      | 10          | 6           | 0           | 0,625       | 283         | 298         | 4–2         | 8–4         |
| Cleveland Browns    | 8           | 8           | 0           | 0,500       | 334         | 356         | 1–5         | 4–8         |
| Cincinnati Bengals  | 4           | 12          | 0           | 0,250       | 252         | 284         | 2–4         | 2–10        |

| NFC Central          | NFC Central | NFC Central | NFC Central | NFC Central | NFC Central | NFC Central | NFC Central | NFC Central |
| Team                 | S           | N           | U           | SQ          | P+          | P−          | DIV         | CONF        |
| -------------------- | ----------- | ----------- | ----------- | ----------- | ----------- | ----------- | ----------- | ----------- |
| Minnesota Vikings    | 8           | 7           | 1           | 0,531       | 294         | 306         | 5–2–1       | 7–4–1       |
| Green Bay Packers    | 8           | 7           | 1           | 0,531       | 249         | 269         | 5–2–1       | 6–5–1       |
| Detroit Lions        | 7           | 9           | 0           | 0,438       | 290         | 300         | 4–4         | 5–7         |
| Chicago Bears        | 7           | 9           | 0           | 0,438       | 253         | 274         | 3–5         | 7–5         |
| Tampa Bay Buccaneers | 5           | 11          | 0           | 0,313       | 241         | 259         | 2–6         | 3–11        |

| AFC West           | AFC West | AFC West | AFC West | AFC West | AFC West | AFC West | AFC West | AFC West |
| Team               | S        | N        | U        | SQ       | P+       | P−       | DIV      | CONF     |
| ------------------ | -------- | -------- | -------- | -------- | -------- | -------- | -------- | -------- |
| Denver Broncos     | 10       | 6        | 0        | 0,625    | 282      | 198      | 7–1      | 8–4      |
| Oakland Raiders    | 9        | 7        | 0        | 0,563    | 311      | 283      | 3–5      | 5–7      |
| Seattle Seahawks   | 9        | 7        | 0        | 0,563    | 345      | 358      | 4–4      | 6–6      |
| San Diego Chargers | 9        | 7        | 0        | 0,563    | 355      | 309      | 5–3      | 7–5      |
| Kansas City Chiefs | 4        | 12       | 0        | 0,250    | 243      | 327      | 1–7      | 4–10     |

| NFC West            | NFC West | NFC West | NFC West | NFC West | NFC West | NFC West | NFC West | NFC West |
| Team                | S        | N        | U        | SQ       | P+       | P−       | DIV      | CONF     |
| ------------------- | -------- | -------- | -------- | -------- | -------- | -------- | -------- | -------- |
| Los Angeles Rams    | 12       | 4        | 0        | 0,750    | 316      | 245      | 4–2      | 10–2     |
| Atlanta Falcons     | 9        | 7        | 0        | 0,563    | 240      | 290      | 5–1      | 8–4      |
| New Orleans Saints  | 7        | 9        | 0        | 0,438    | 281      | 298      | 3–3      | 6–6      |
| San Francisco 49ers | 2        | 14       | 0        | 0,125    | 219      | 350      | 0–6      | 1–11     |

 Divisionssieger 0
 Wildcard

Quellen: nfl.com, pro-football-reference.com
Division Tie-Breaker
- New England beendete die Saison vor Miami in der AFC East aufgrund ihrer besseren Division-Bilanz (6–2 gegenüber 5–3 von Miami).
- Buffalo beendete die Saison vor Baltimore in der AFC East aufgrund ihrer zwei direkten Siege.
- In der AFC West beendeten Oakland, Seattle und San Diego die Saison auf dem zweiten, dritten und vierten Platz aufgrund ihrer Bilanz gegen gemeinsame Gegner (6–2 statt 5–3 von Seattle und 4–4 von San Diego).
- Minnesota beendete die Saison vor Green Bay in der NFC Central aufgrund der besseren gemeinsamen Spielbilanz (1–0–1 gegenüber 0–1–1 von Green Bay).
- St. Louis beendete die Saison vor den New York Giants in der NFC East aufgrund ihrer besseren Division-Bilanz (3–5 gegenüber 2–6 von New York).
- Detroit beendete die Saison vor Chicago in der NFC Central aufgrund ihrer besseren Division-Bilanz (4–4 gegenüber 3–5 von Chicago).

## Play-offs

### Setzliste
| AFC  | AFC                  | AFC            | AFC    |
| Rang | Team                 | Division       | Bilanz |
| ---- | -------------------- | -------------- | ------ |
| 1    | Pittsburgh Steelers  | Sieger Central | 14–2   |
| 2    | New England Patriots | Sieger East    | 11–5   |
| 3    | Denver Broncos       | Sieger West    | 10–6   |
| 4    | Miami Dolphins       | East           | 11–5   |
| 5    | Houston Oilers       | Central        | 10–6   |

| NFC  | NFC                 | NFC            | NFC    |
| Rang | Team                | Division       | Bilanz |
| ---- | ------------------- | -------------- | ------ |
| 1    | Los Angeles Rams    | Sieger West    | 12–4   |
| 2    | Dallas Cowboys      | Sieger East    | 12–4   |
| 3    | Minnesota Vikings   | Sieger Central | 08–7–1 |
| 4    | Atlanta Falcons     | West           | 09–7   |
| 5    | Philadelphia Eagles | East           | 09–7   |

Conference Tie-Breaker
- Los Angeles sicherte sich den 1. Platz in der Play-off-Setzliste der NFC vor Dallas aufgrund des 27:14-Sieges im direkten Duell in Woche 3.
- Atlanta sicherte sich den ersten NFC Wild Card Platz aufgrund der besseren Bilanz gegen gemeinsame Gegner (5–2 gegenüber 5–3 von Philadelphia).

### Turnierbaum
|  |                                              |                                              |                                              |                                    |                                       |                                    |                                |             |                 |                 |                 |    |  |  |  |  |  |
|  |                                              |                                              |                                              |                                    | Divisional Playoffs                   |                                    |                                |             |                 |                 |                 |    |  |  |  |  |  |
|  |                                              |                                              |                                              |                                    | 31. Dezember – L.A. Memorial Coliseum |                                    |                                |             |                 |                 |                 |    |  |  |  |  |  |
|  | NFC Wild Card Game                           | NFC Wild Card Game                           | NFC Wild Card Game                           | NFC Championship                   | NFC Championship                      | NFC Championship                   |                                |             |                 |                 |                 |    |  |  |  |  |  |
|  | NFC Wild Card Game                           | NFC Wild Card Game                           | NFC Wild Card Game                           | NFC Championship                   | NFC Championship                      | NFC Championship                   | 1*                             | L.A. Rams   | 34              |                 |                 |    |  |  |  |  |  |
|  | 24. Dezember – Atlanta-Fulton County Stadium | 24. Dezember – Atlanta-Fulton County Stadium | 24. Dezember – Atlanta-Fulton County Stadium | 7. Januar – L.A. Memorial Coliseum | 7. Januar – L.A. Memorial Coliseum    | 7. Januar – L.A. Memorial Coliseum | 1*                             | L.A. Rams   | 34              |                 |                 |    |  |  |  |  |  |
|  | 24. Dezember – Atlanta-Fulton County Stadium | 24. Dezember – Atlanta-Fulton County Stadium | 24. Dezember – Atlanta-Fulton County Stadium | 7. Januar – L.A. Memorial Coliseum | 7. Januar – L.A. Memorial Coliseum    | 7. Januar – L.A. Memorial Coliseum | 3                              | Minnesota   | 10              |                 |                 |    |  |  |  |  |  |
|  | 4                                            | Atlanta                                      | 14                                           | 1                                  | L.A. Rams                             | 0                                  | 3                              | Minnesota   | 10              |                 |                 |    |  |  |  |  |  |
|  | 4                                            | Atlanta                                      | 14                                           | 1                                  | L.A. Rams                             | 0                                  | 30. Dezember – Texas Stadium   |             |                 |                 |                 |    |  |  |  |  |  |
|  | 5                                            | Philadelphia                                 | 13                                           |                                    | 2                                     | Dallas                             | 28                             |             | Super Bowl XIII | Super Bowl XIII | Super Bowl XIII |    |  |  |  |  |  |
|  | 5                                            | Philadelphia                                 | 13                                           | 2*                                 | 2                                     | Dallas                             | 28                             | Dallas      | Super Bowl XIII | Super Bowl XIII | Super Bowl XIII | 27 |  |  |  |  |  |
|  |                                              |                                              |                                              | 2*                                 |                                       |                                    | 21. Januar – Miami Orange Bowl | Dallas      |                 |                 |                 | 27 |  |  |  |  |  |
|  | 4                                            | Atlanta                                      | 20                                           |                                    |                                       |                                    |                                |             |                 |                 |                 |    |  |  |  |  |  |
|  | 4                                            | Atlanta                                      | 20                                           | N2                                 | Dallas                                | 31                                 |                                |             |                 |                 |                 |    |  |  |  |  |  |
|  | 30. Dezember – Three Rivers Stadium          |                                              |                                              | N2                                 | Dallas                                | 31                                 |                                |             |                 |                 |                 |    |  |  |  |  |  |
|  | AFC Wild Card Game                           | AFC Wild Card Game                           | AFC Wild Card Game                           | AFC Championship                   | AFC Championship                      | AFC Championship                   |                                | A1          | Pittsburgh      | 35              |                 |    |  |  |  |  |  |
|  | AFC Wild Card Game                           | AFC Wild Card Game                           | AFC Wild Card Game                           | AFC Championship                   | AFC Championship                      | AFC Championship                   | 1*                             | A1          | Pittsburgh      | 35              | Pittsburgh      | 33 |  |  |  |  |  |
|  | 24. Dezember – Miami Orange Bowl             | 24. Dezember – Miami Orange Bowl             | 24. Dezember – Miami Orange Bowl             | 7. Januar – Three Rivers Stadium   | 7. Januar – Three Rivers Stadium      | 7. Januar – Three Rivers Stadium   | 1*                             |             |                 |                 | Pittsburgh      | 33 |  |  |  |  |  |
|  | 24. Dezember – Miami Orange Bowl             | 24. Dezember – Miami Orange Bowl             | 24. Dezember – Miami Orange Bowl             | 7. Januar – Three Rivers Stadium   | 7. Januar – Three Rivers Stadium      | 7. Januar – Three Rivers Stadium   | 3                              | Denver      | 10              |                 |                 |    |  |  |  |  |  |
|  | 4                                            | Miami                                        | 9                                            | 1                                  | Pittsburgh                            | 34                                 | 3                              | Denver      | 10              |                 |                 |    |  |  |  |  |  |
|  | 4                                            | Miami                                        | 9                                            | 1                                  | Pittsburgh                            | 34                                 | 31. Dezember – Foxboro Stadium |             |                 |                 |                 |    |  |  |  |  |  |
|  | 5                                            | Houston                                      | 17                                           |                                    | 5                                     | Houston                            | 5                              |             |                 |                 |                 |    |  |  |  |  |  |
|  | 5                                            | Houston                                      | 17                                           | 2*                                 | 5                                     | Houston                            | 5                              | New England | 14              |                 |                 |    |  |  |  |  |  |
|  |                                              |                                              |                                              | 2*                                 |                                       |                                    |                                |             | 14              |                 |                 |    |  |  |  |  |  |
|  | 5                                            | Houston                                      | 31                                           |                                    |                                       |                                    |                                |             |                 |                 |                 |    |  |  |  |  |  |
|  | 5                                            | Houston                                      | 31                                           |                                    |                                       |                                    |                                |             |                 |                 |                 |    |  |  |  |  |  |

- (*) Sowohl Die Pittsburgh Steelers (in der AFC auf Platz 1 gesetzt) als auch die Los Angeles Rams (in der NFC auf Platz 1 gesetzt) spielten in der Divisional-Playoff-Runde nicht gegen die Houston Oilers (auf Platz 4 gesetzt), bzw. nicht gegen die Atlanta Falcons (auf Platz 4 gesetzt), da die jeweiligen Teams jeweils in derselben Division spielten.

## Super Bowl XIII
Der 13. Super Bowl fand am 21. Januar 1979 im Miami Orange Bowl in Miami, Florida statt.
Im Finale trafen die Pittsburgh Steelers auf die Dallas Cowboys, die Pittsburgh Steelers gewannen ihren dritten Super Bowl.
|                     | 1 | 2  | 3 | 4  | Gesamt |
| ------------------- | - | -- | - | -- | ------ |
| Dallas Cowboys      | 7 | 7  | 3 | 14 | 31     |
| Pittsburgh Steelers | 7 | 14 | 0 | 14 | 35     |

## Auszeichnungen
| Most Valuable Player            | Terry Bradshaw, Quarterback, Pittsburgh Steelers |
| Coach of the Year               | Jack Patera, Seattle Seahawks                    |
| Offensive Player of the Year    | Earl Campbell, Runningback, Houston Oilers       |
| Defensive Player of the Year    | Randy Gradishar, Linebacker, Denver Broncos      |
| Offensive Rookie of the Year    | Earl Campbell, Runningback, Houston Oilers       |
| Defensive Rookie of the Year    | Al Baker, Defensive End, Detroit Lions           |
| Comeback Player of the Year     | John Riggins, Runningback, Washington Redskins   |
| Man of the Year                 | Roger Staubach, Quarterback, Dallas Cowboys      |
| Super Bowl Most Valuable Player | Terry Bradshaw, Quarterback, Pittsburgh Steelers |